# Geert Lotsij
Gerhard Oswald "Geert" Lotsij (Dordrecht, Holanda del Sud, 3 de gener de 1878 – Hilversum, 29 de juny de 1959) va ser un remer neerlandès que va competir cavall del segle xix i el segle xx.
El 1900 va prendre part en els Jocs Olímpics de París, on guanyà una medalla de plata en la prova de quatre amb timoner com a membre de l'equip Minerva Amsterdam. Era germà del també remer Paul Lotsij.